# Zwemmen op de Olympische Zomerspelen 2020
Zwemmen was een van de sporten die werd beoefend tijdens de Olympische Zomerspelen 2020 in Tokio. Het was een van de olympische disciplines met de meeste deelnemers: het internationaal olympisch comité stelde in juni 2017 het aantal deelnemers op 928, waarvan vijftig in het marathonzwemmen. Het IOC beoogde daarbij een gelijk deelnemersveld van even veel mannen en vrouwen. Bij de vorige Spelen nam een vergelijkbaar aantal atleten uit 174 landen deel aan het zwemmen, na de atletiek het grootste deelnemersveld. Het zwemtoernooi van de Spelen van 2020 had een recordaantal onderdelen, 37 in totaal. Het olympisch comité besloot drie onderdelen toe te voegen aan het bestaande programma: 800 meter vrije slag voor mannen, 1500 meter vrije slag voor vrouwen en een gemengde estafette wisselslag. De eerste twee onderdelen werden sinds 2001 gezwommen op de wereldkampioenschappen; de estafette werd voor het eerst in 2015 gezwommen op de wereldkampioenschappen.
Alle zwemonderdelen, behalve de tien kilometer open water, vonden plaats in het Olympic Aquatics Centre in Tatsumi. In de centrale hal van het sportcentrum, die tot 2019 onder constructie was, bevond zich naast een 50 meterbad ook een bad voor het schoonspringen. Het openwaterzwemmen werd georganiseerd in het water bij Odaiba, een kunstmatig eiland in de baai van Tokio. Ook de triatlon vond aldaar plaats.

## Kwalificatie

### Langebaanzwemmen
Kwalificatie voor het zwemmen begon in maart 2019 en liep door tot juli 2020. De internationale zwembond, de FINA, maakte in mei 2018 de kwalificatie-eisen voor de individuele zwemnummers bekend. Eind 2018 werden deze officieel bekrachtigd door de bond, waarna de eisen ook doorgestuurd werden naar de nationaal olympisch comités. Een zwemmer kon op verschillende manieren voldoen aan de gestelde eisen. Deze eisen waren, gesorteerd op prioriteit, als volgt. Atleten die een olympische kwalificatietijd zwommen (de "A-limiet") konden door hun nationaal comité in de selectie worden opgenomen (met een maximum van twee per land). Een atleet die niet de kwalificatietijd zwom, maar wel een selectietijd (de "B-limiet"), kon potentieel ook nog later worden toegevoegd aan de selectie. Deze atleten werden uitgenodigd door de FINA, zodat alle 878 beschikbare plaatsen werden opgevuld. De bond maakt hierbij in juni 2020 gebruik van de wereldranglijsten per onderdeel. Wanneer een land geen zwemmers had die voldoen aan de A-limiet of de B-limiet, kon het alsnog twee atleten (één man, één vrouw) in elk één onderdeel afvaardigen. Voorwaarde hierbij was wel dat deze zwemmers hebben deelgenomen aan de wereldkampioenschappen zwemmen in 2019. Een land mocht maximaal 28 zwemmers opnemen in haar olympische ploeg. De estafetteploegen plaatsten zich niet op tijd, maar door bij de wereldkampioenschappen van 2019 bij de beste twaalf te eindigen; de vier overgebleven plaatsen werden ingevuld op basis van de wereldranglijsten.
In februari 2019 maakte de internationale zwembond bekend op welke toernooien zwemmers zich konden kwalificeren voor de Olympische Spelen. De wereldkampioenschappen zwemmen in Gwangju in juli 2019 maken hier een onderdeel van uit, net als continentale kampioenschappen. Het kwalificatieproces liep tot 27 juni 2021, wanneer de FINA het olympisch comité diende te informeren over alle gekwalificeerde zwemmers.
Vastgestelde limieten individuele nummers
| onderdeel         | mannen   | mannen   | vrouwen  | vrouwen  |
| onderdeel         | A-limiet | B-limiet | A-limiet | B-limiet |
| ----------------- | -------- | -------- | -------- | -------- |
| 50 m vrije slag   | 22,01    | 22,67    | 24,77    | 25,51    |
| 100 m vrije slag  | 48,57    | 50,03    | 54,38    | 56,01    |
| 200 m vrije slag  | 1.47,02  | 1.50,23  | 1.57,28  | 2.00,80  |
| 400 m vrije slag  | 3.46,78  | 3.53,58  | 4.07,90  | 4.15,34  |
| 800 m vrije slag  | 7.54,31  | 8.08,54  | 8.33,36  | 8.48,76  |
| 1500 m vrije slag | 15.00,99 | 15.28,02 | 16.32,04 | 17.01,80 |
| 100 m rugslag     | 53,85    | 55,47    | 1.00,25  | 1.02,06  |
| 200 m rugslag     | 1.57,50  | 2.01,03  | 2.10,39  | 2.14,30  |
| 100 m schoolslag  | 59,93    | 1.01,73  | 1.07,07  | 1.09,08  |
| 200 m schoolslag  | 2.10,35  | 2.14,26  | 2.25,52  | 2.29,89  |
| 100 m vlinderslag | 51,96    | 53,52    | 57,92    | 59,66    |
| 200 m vlinderslag | 1.56,48  | 1.59,97  | 2.08,43  | 2.12,28  |
| 200 m wisselslag  | 1.59,67  | 2.03,26  | 2.12,56  | 2.16,54  |
| 400 m wisselslag  | 4.15,84  | 4.21,46  | 4.38,53  | 4.46,89  |

Kwalificatiemethoden estafetteploegen
| onderdeel                  | kwalificatiemethode                                                                                  |
| -------------------------- | --- |
| 4×100 m vrije slag (m/v)   | top twaalf van de wereldkampioenschappen zwemmen 2019 + vier tijdsnelsten uit de kwalificatieperiode |
| 4×200 m vrije slag (m/v)   | top twaalf van de wereldkampioenschappen zwemmen 2019 + vier tijdsnelsten uit de kwalificatieperiode |
| 4×100 m wisselslag (m/v/g) | top twaalf van de wereldkampioenschappen zwemmen 2019 + vier tijdsnelsten uit de kwalificatieperiode |

### Openwaterzwemmen
Vijftig atleten namen deel aan het openwaterzwemmen, inclusief twee Japanse zwemmers die zich niet hoefden te kwalificeren. Een land mocht maximaal vier atleten (twee mannen, twee vrouwen) afvaardigen. De eerste mogelijkheid voor kwalificatie waren de wereldkampioenschappen zwemmen in Zuid-Korea: de beste tien zwemmers en zwemsters plaatsten zich direct voor de Spelen. Bij een kwalificatietoernooi in 2020 plaatsten vervolgens de beste negen atleten zich; de vijf overgebleven plaatsen werden toegekend aan de beste overgebleven zwemmers van elk continent. Ook bij het openwaterzwemmen gold 6 juli 2020 als deadline van de kwalificatieperiode.
Vastgestelde kwalificatietoernooien
| competitie                      | locatie | datum           | gekwalificeerden |
| ------------------------------- | ------- | --------------- | ---------------- |
| Wereldkampioenschappen          | Gwangju | 12–28 juli 2019 | nog niet bekend  |
| Olympisch kwalificatietoernooi  | Setúbal | 19-20 juni 2021 | nog niet bekend  |
| Continentale vertegenwoordiging | Setúbal | 19-20 juni 2021 | nog niet bekend  |

## Onderdelen
Een van de nieuwe onderdelen van het olympisch zwemtoernooi was de gemengde estafette wisselslag. De toevoeging van dit onderdeel paste in het voornemen van de olympische organisatie om meer seksegelijkheid te bewerkstelligen. De zwemestafette was een van de nieuwe gemengde evenementen die aan het olympisch programma werden toegevoegd. In juli 2017 werd de Verenigde Staten wereldkampioen op dit nieuwe onderdeel. Zij zwommen een nieuw wereldrecord. In de strategie van de FINA paste ook de toevoeging van de 800 meter voor mannen (voorheen alleen voor vrouwen) en de 1500 meter voor vrouwen (voorheen alleen voor mannen). De Italiaan Gabriele Detti en Amerikaanse Katie Ledecky waren regerend wereldkampioen op deze onderdelen.
Er werden geen onderdelen van het olympisch zwemprogramma geschrapt.

### Schema
Het duurde lang voordat het definitieve zwemprogramma bekend werd gemaakt. Het algemene schema van de Olympische Spelen werd op 18 juli 2018 door het IOC vastgesteld, het programma van de zwemsporten ontbrak daarin echter nog. Aanleiding daarvoor was een langlopende discussie tussen de FINA en Amerikaanse en Japanse televisiezenders met uitzendrechten voor de Spelen. Omdat zwemmen een van de meest populaire olympische sporten is in Japan, verzochten Japanse media om de zwemfinales zoals gebruikelijk in de avonduren te laten plaatsvinden. Het Amerikaanse NBC, daarentegen, verzocht de zwembond om finales in de ochtenduren in te plannen, om deze zo in de Verenigde Staten op primetime te kunnen uitzenden. Ook de Japanse zwembond uitte haar onvrede, ervan uitgaande dat het IOC de zijde van NBC zou kiezen. Op 12 september 2018 werd bevestigd dat de zwemfinales in de Japanse ochtend zouden plaatsvinden. Series werden 's avonds gezwommen.
Het openwaterzwemmen vond plaats in de ochtenduren van 4 (vrouwen) en 5 (mannen) augustus 2021.

## Medailles
Legenda
- WR = Wereldrecord
- OR = Olympisch record

### Vrouwen
| Onderdeel            | Goud | Goud       | Zilver | Zilver   | Brons | Brons    |
| -------------------- | --- | ---------- | --- | -------- | --- | -------- |
| Vrije slag           | |            | |          | |          |
| 50 m                 | Emma McKeon Australië                                                                                                | 23,81 OR   | Sarah Sjöström Zweden                                                                                                 | 24,07    | Pernille Blume Denemarken                                                                                                  | 24,21    |
| 100 m                | Emma McKeon Australië                                                                                                | 51,96 OR   | Siobhán Haughey Hongkong                                                                                              | 52,27    | Cate Campbell Australië | 52,52    |
| 200 m                | Ariarne Titmus Australië                                                                                             | 1.53,50 OR | Siobhán Haughey Hongkong                                                                                              | 1.53,92  | Penny Oleksiak Canada | 1.54,70  |
| 400 m                | Ariarne Titmus Australië                                                                                             | 3.56,69    | Katie Ledecky Verenigde Staten                                                                                        | 3.57,36  | Li Bingjie China | 4.01,08  |
| 800 m                | Katie Ledecky Verenigde Staten                                                                                       | 8.12,57    | Ariarne Titmus Australië                                                                                              | 8.13,83  | Simona Quadarella Italië                                                                                                   | 8.18,35  |
| 1500 m               | Katie Ledecky Verenigde Staten                                                                                       | 15.37,34   | Erica Sullivan Verenigde Staten                                                                                       | 15.41,41 | Sarah Köhler Duitsland | 15.42,91 |
| Rugslag              | |            | |          | |          |
| 100 m                | Kaylee McKeown Australië                                                                                             | 57,47 OR   | Kylie Masse Canada | 57,72    | Regan Smith Verenigde Staten                                                                                               | 58,05    |
| 200 m                | Kaylee McKeown Australië                                                                                             | 2.04,68    | Kylie Masse Canada | 2.05,42  | Emily Seebohm Australië | 2.06,17  |
| Schoolslag           | |            | |          | |          |
| 100 m                | Lydia Jacoby Verenigde Staten                                                                                        | 1.04,95    | Tatjana Schoenmaker Zuid-Afrika                                                                                       | 1.05,22  | Lilly King Verenigde Staten                                                                                                | 1.05,54  |
| 200 m                | Tatjana Schoenmaker Zuid-Afrika                                                                                      | 2.18,95 WR | Lilly King Verenigde Staten                                                                                           | 2.19,92  | Annie Lazor Verenigde Staten                                                                                               | 2.20,84  |
| Vlinderslag          | |            | |          | |          |
| 100 m                | Margaret MacNeil Canada                                                                                              | 55,59      | Zhang Yufei China | 55,64    | Emma McKeon Australië | 55,72    |
| 200 m                | Zhang Yufei China | 2.03,86 OR | Regan Smith Verenigde Staten                                                                                          | 2.05,30  | Hali Flickinger Verenigde Staten                                                                                           | 2.05,65  |
| Wisselslag           | |            | |          | |          |
| 200 m                | Yui Ohashi Japan | 2.08,52    | Alex Walsh Verenigde Staten                                                                                           | 2.08,65  | Kate Douglass Verenigde Staten                                                                                             | 2.09,04  |
| 400 m                | Yui Ohashi Japan | 4.32,08    | Emma Weyant Verenigde Staten                                                                                          | 4.32,76  | Hali Flickinger Verenigde Staten                                                                                           | 4.34,90  |
| Vrije slag estafette | |            | |          | |          |
| 4x100 m              | Australië Bronte Campbell Meg Harris Emma McKeon Cate Campbell Mollie O'Callaghan Madison Wilson                     | 3.29,69 WR | Canada Kayla Sanchez Margaret MacNeil Rebecca Smith Penelope Oleksiak Taylor Ruck                                     | 3.32,78  | Verenigde Staten Erika Brown Abbey Weitzeil Natalie Hinds Simone Manuel Olivia Smoliga Catie Deloof Allison Schmitt        | 3.32,81  |
| 4x200 m              | China Yang Junxuan Tang Muhan Zhang Yufei Li Bingjie Dong Jie Zhang Yifan                                            | 7.40,33 WR | Verenigde Staten Allison Schmitt Paige Madden Katie McLaughlin Katie Ledecky Bella Sims Brooke Forde                  | 7.40,73  | Australië Ariarne Titmus Emma McKeon Madison Wilson Leah Neale Mollie O'Callaghan Meg Harris Brianna Throssell Tamsin Cook | 7.41,29  |
| Wisselslagestafette  | |            | |          | |          |
| 4x100 m              | Australië Kaylee McKeown Chelsea Hodges Emma McKeon Cate Campbell Emily Seebohm Brianna Throssell Mollie O'Callaghan | 3.51,60    | Verenigde Staten Regan Smith Lydia Jacoby Torri Huske Abbey Weitzeil Rhyan White Lilly King Claire Curzan Erika Brown | 3.51,73  | Canada Kylie Masse Sydney Pickrem Margaret MacNeil Penny Oleksiak Taylor Ruck Kayla Sanchez                                | 3.52,60  |

### Openwaterzwemmen
| Onderdeel     | Goud                        | Goud      | Zilver                          | Zilver    | Brons                       | Brons     |
| ------------- | --------------------------- | --------- | ------------------------------- | --------- | --------------------------- | --------- |
| 10 km mannen  | Florian Wellbrock Duitsland | 1:48.33,7 | Kristóf Rasovszky Hongarije     | 1:48.59,0 | Gregorio Paltrinieri Italië | 1:49.01,1 |
| 10 km vrouwen | Ana Marcela Cunha Brazilië  | 1:59.30,8 | Sharon van Rouwendaal Nederland | 1:59.31,7 | Kareena Lee Australië       | 1:59.32,5 |

### Medaillespiegel
| Plaats | Land             | NOC    | Goud | Zilver | Brons | Totaal |
| ------ | ---------------- | ------ | ---- | ------ | ----- | ------ |
| 1      | Verenigde Staten | USA    | 11   | 10     | 9     | 30     |
| 2      | Australië        | AUS    | 9    | 3      | 9     | 21     |
| 3      | Groot-Brittannië | GBR    | 4    | 3      | 1     | 8      |
| 4      | China            | CHN    | 3    | 2      | 1     | 6      |
| 5      | Russische ploeg  | ROC    | 2    | 2      | 1     | 5      |
| 6      | Japan            | JPN    | 2    | 1      | 0     | 3      |
| 7      | Canada           | CAN    | 1    | 3      | 2     | 6      |
| 8      | Hongarije        | HUN    | 1    | 2      | 0     | 3      |
| 9      | Zuid-Afrika      | RSA    | 1    | 1      | 0     | 2      |
| 10     | Brazilië         | BRA    | 1    | 0      | 2     | 3      |
| 10     | Duitsland        | GER    | 1    | 0      | 2     | 3      |
| 12     | Tunesië          | TUN    | 1    | 0      | 0     | 1      |
| 13     | Nederland        | NED    | 0    | 3      | 0     | 3      |
| 14     | Italië           | ITA    | 0    | 2      | 4     | 6      |
| 15     | Hongkong         | HKG    | 0    | 2      | 0     | 2      |
| 16     | Oekraïne         | UKR    | 0    | 1      | 1     | 2      |
| 17     | Frankrijk        | FRA    | 0    | 1      | 0     | 1      |
| 17     | Zweden           | SWE    | 0    | 1      | 0     | 1      |
| 19     | Zwitserland      | SUI    | 0    | 0      | 2     | 2      |
| 20     | Denemarken       | DEN    | 0    | 0      | 1     | 1      |
| 20     | Finland          | FIN    | 0    | 0      | 1     | 1      |
| Totaal | Totaal           | Totaal | 37   | 37     | 37    | 111    |